# Expressway 17 (Südkorea)
Der Expressway 17  ist eine Schnellstraße in Südkorea. Die Straße ist eine kurze Nord-Süd-Strecke zwischen Pyeongtaek und Suwon in der Region südlich von Seoul. Die Strecke ist derzeit 27 Kilometer lang und weitere 30 Kilometer sind im Bau.

## Straßenbeschreibung
Die Autobahn beginnt westlich von Pyeongtaek, einer kleinen Stadt etwa 60 Kilometer südlich von Seoul. Die Autobahn verläuft genau nach Norden durch eine ebene Fläche und kreuzt dann den Expressway 40. Die Autobahn verläuft westlich der US-Basis und der Stadt Osan entlang und kreuzt dann den Expressway 400, der eine Verbindung mit dem Expressway 1 bis Seoul bildet. Die Autobahn endet südlich von Suwon auf einer Nebenstraße.

## Geschichte
Die Autobahn wurde im Jahr 2004 genehmigt und Mai 2005 begann der Bau der Autobahn. Am 29. Oktober 2009 eröffnete die Autobahn mit der aktuellen Länge von 27 Kilometern. Die Autobahn sollte den Expressway 1 im lokalen Verkehr zwischen Pyeongtaek, Osan Airbase und den südlichen Vororten von Seoul entlasten. In diesem Bereich ist viel neue Infrastruktur aufgebaut worden, einschließlich der neuen Autobahn.

## Eröffnungsdaten der Autobahn
| von    | nach    | Länge   | Datum      |
| ------ | ------- | ------- | ---------- |
| Oseong | Bongdam | 26,7 km | 26.10.2009 |

## Zukunft
Im April 2011 wurde mit dem Bau eines 29,5 Kilometer langen Teils der Autobahn in Richtung Norden begonnen, die an einer Kreuzung mit dem Expressway 15 endet. Diese Autobahn soll im April 2016 eröffnet werden.

## Verkehrsaufkommen
Über das Verkehrsaufkommen liegen keine Daten vor.

## Ausbau der Fahrbahnen
| von            | nach           | Länge | Fahrspuren |
| -------------- | -------------- | ----- | ---------- |
| Oseong         | Expressway 400 | 18 km | 2x3        |
| Expressway 400 | Bongdam        | 8 km  | 2x2        |